# جون شيا
جون شيا (بالإنجليزية: John Shea)‏ ، هو ممثل ومخرج أمريكي معروف، من مواليد 14 أبريل سنة 1949م، واشتهر بدور إيلي كوهين في فيلمه التلفزيوني «الجاسوس المستحيل» (The Impossible Spy).

## أعماله
- The Good Wife
- Gossip Girl
- The Italian Key (2011)
- 51 (2010)
- Julius Caesar
- Law & Order: Criminal Intent (3 أغسطس، 2008 الموسم السابع) ("Legacy (Law & Order: Criminal Intent episode)|Legacy")
- Achachamundu! Achachamundu! (2009)
- Eleventh Hour(2008-) الحلقة 17 - مسلسل تلفزيوني
- The Insurgents (2007)
- A Broken Sole (2007)
- Framed (2006)
- Godless. (2005)
- Law & Order: Criminal Intent (2005) («الطفل الجيد») مسلسل تلفزيوني
- Law & Order (2003) ("Shrunk") (مسلسل تلفزيوني)
- Heartbreak Hospital (2002)
- The Empath (2002)
- Mutant X (2001) (TV - مثل في دور آدم كين)
- Lost & Found (1999)
- Catalina Trust (1999)
- Sex and the City (1999)
- Southie (1998)
- A Will of Their Own (1998) فيلم قصير
- Nowhere to Go (1998)
- The Apocalypse Watch (1997) (مسلسل تلفزيوني)
- Forgotten Sins (1996) (مسلسل تلفزيوني)
- Weekend in the Country (1995)
- Justice in a Small Town (مسلسل تلفزيوني)
- Tales from the Crypt (1993) («آس ياي سو») (مسلسل تلفزيوني)
- Backstreet Justice (1993)
- Lois & Clark: The New Adventures of Superman (1993) مسلسل تلفزيوني
- Honey, I Blew Up the Kid (1992)
- Freejack (1992)
- Notorious (1992)
- Ladykiller (1992)
- Lincoln (1992)
- WIOU (1990) مسلسل تلفزيوني
- Small Sacrifices (1989)
- Magic Moments (film)|Magic Moments (1989) مثل في دور تروي جردنير
- Stealing Home (1988)
- Light Years (1988)
- A New Life (1988)
- Unsettled Land (1987)
- The Impossible Spy (1987)
- Coast to Coast (1987)
- A Case of Deadly Force (1986)
- Angel River (1986)
- Hitler's S.S.: Portrait in Evil (1985) (TV)
- Honeymoon/Lune de Miel (1985)
- Windy City (1984)
- Kennedy (1983)
- Missing (1982)
- Family Reunion (1981)
- Hussy (1980)
- The Nativity (1978)